# Síria Cele
Síria Cele fou una província romana creada vers el 120 per divisió de la província de Síria.
Ocupava la part nord de l'antiga província i fou coneguda també com a Magna Síria o Síria Major (o simplement Síria). La capital fou a Antioquia, però en temps de Septimi Sever la capital fou traslladada a Laodicea. La Legio VI Scythica va estar acantonada a Síria.
Septimi Sever va fundar la colònia de Laodicea (a més de les de Tir i Sebaste o Samària) amb dret italià. Caracal·la va fundar les colònies d'Antioquia i Emesa (Homs).
El segle IV fou dividida en Síria Primera (Syria Prima) i Síria Segona (Syria Secunda)